# Pfarrhaus Lachen (Schwaben)

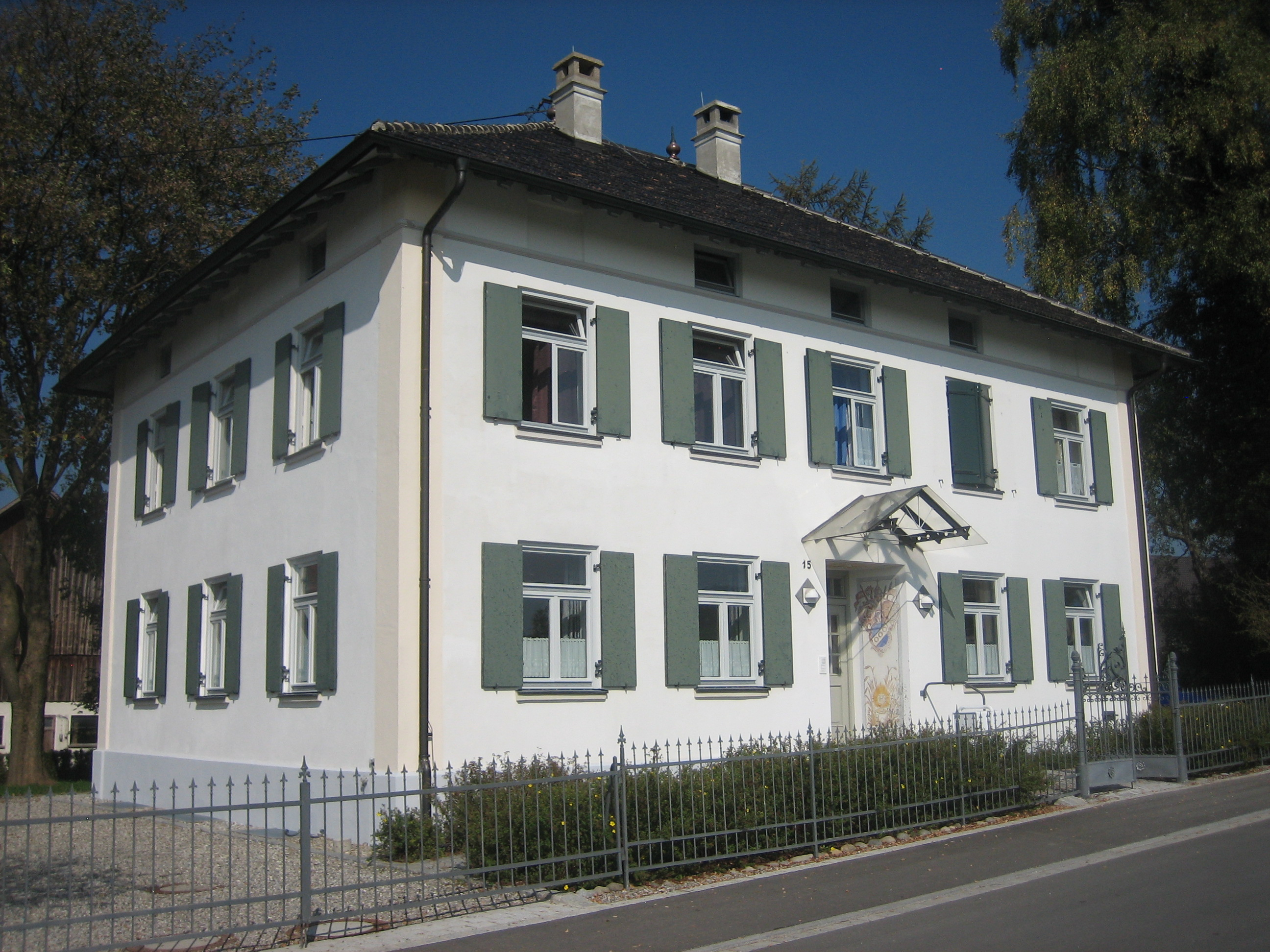
Ehemaliges Pfarrhaus in Lachen

Das Pfarrhaus in Lachen, einer Gemeinde im Landkreis Unterallgäu im bayerischen Regierungsbezirk Schwaben, wurde 1890 errichtet. Das ehemalige Pfarrhaus an der Kirchstraße 15, östlich der katholischen Pfarrkirche St. Afra, ist ein geschütztes Baudenkmal.  
Der zweigeschossige Walmdachbau mit befenstertem Kniestock wurde nach Plänen von Anton Zettler errichtet. Der italianisierende Putzbau besitzt fünf zu drei Fensterachsen.